# Heidelberger Landstraße 73
Die Villa in der Heidelberger Landstraße 73 ist ein Bauwerk in Darmstadt-Eberstadt.

## Geschichte und Beschreibung
Die Villa wurde im Jahre 1915 nach Plänen des Architekten Peter Müller erbaut.
Das Haus besitzt klassische Maßverhältnisse und gehört zum Baustil des Traditionalismus. Die Villa besitzt ein hohes biberschwanzgedecktes Walmdach.
Das des schlichte Putzbaus hat abgerundete Erker im Erdgeschoss, die in Sandstein gefasst sind und von Natursteinsäulen flankiert werden. Auf den Natursteinsäulen ruht der Balkon.
Die Symmetrie des Hauses wird durch die siebenfenstrige Gaube im Dach fortgesetzt. Weitere bemerkenswerte Details sind die Fenstergitter und die Haustür.

## Denkmalschutz
Die Villa ist ein Beispiel für den traditionalistischen Baustil in Darmstadt.
Die Villa ist aus architektonischen, baukünstlerischen und stadtgeschichtlichen Gründen ein Kulturdenkmal.